# Phorinia provocatrix
Phorinia provocatrix là một loài ruồi trong họ Tachinidae.